# 나는 살고 싶다 (드라마)
《나는 살고 싶다》는 2005년 1월 28일에 MBC에서 방영한 베스트극장이다.

## 등장 인물

### 주요 인물
- 서유정 : 선영 역
- 손현주 : 상우 역

### 그 외 인물
- 원미원 : 상우의 어머니 역
- 임지민 : 상우와 선영의 딸 역
- 최범호
- 김수연
- 유승봉
- 황의권
- 최재호
- 신복숙
- 이영자
- 박형선
- 지양명
- 장남경
- 신은경
- 이옥정
- 서일현
- 채의진 - 목소리 출연